# Iride Semprini
Iride Semprini de Bellis (São Paulo, 10 de maio de 1931 —  São Paulo, 15 de junho de 2022), mais conhecida como Vovó Vida Loka, foi uma humorista brasileira. 

## Biografia
Iride era de família italiana e morava em São Paulo, tem uma filha e dois netos. Ficou conhecida por participar do programa Pânico na Band em 2013, com seu jeito sincero e engraçado, após sua neta publicar um vídeo em sua rede social.
Vovó Vida Loka também foi um quadro do programa Pânico na Band não fixo, em que Daniel Zukerman ia na casa da Vovó sacanear ela e seus netos.
Viveu seus últimos anos com Alzheimer, que a impossibilitou de aparecer em programas, morreu em 15 de junho de 2022, aos 91 anos.

## Filmografia
| Ano       | Título         | Cargo          | Notas             |
| --------- | -------------- | -------------- | ----------------- |
| 2013–2015 | Pânico na Band | Vovó Vida Loka | [ 6 ] [ 7 ] [ 8 ] |

| Ano       | Título                  | Papel     |
| --------- | ----------------------- | --------- |
| 2013–2014 | Canal Vovó Vida Loka    | Ela mesma |
| 2016      | Canal Fabinho da Hornet | Convidada |